# Vulgar
Vulgar – czwarty album japońskiej grupy Dir En Grey wydany w 2003. Wszystkie teksty napisał Kyo.

## Lista utworów
1. „Audience KILLER LOOP” – 3:39
2. „The IIID Empire” – 3:05
3. „INCREASE BLUE” – 3:46
4. „Shokubeni (蝕紅)” – 4:22
5. „Sajou no Uta (砂上の唄)” – 3:14
6. „RED...[em]” – 5:01
7. „Asunaki Koufuku, Koenaki Asu (明日なき幸福、呼笑亡き明日)” – 3:31
8. „MARMALADE CHAINSAW” – 4:13
9. „Kasumi (かすみ)” – 4:20
10. „Я TO THE CORE” – 1:47
11. „DRAIN AWAY” – 4:06
12. „NEW AGE CULTURE” – 3:19
13. „OBSCURE” – 3:59
14. „CHILD PREY” – 3:52
15. „AMBER” – 4:48